# Swiss Women’s Hockey League A 2014/15
Die Saison 2014/15 der Swiss Women’s Hockey League A war die 26. Austragung der höchsten Spielklasse im Schweizer Fraueneishockey und zugleich die 29. Schweizer Meisterschaft. Vor der Saison wurde das Ligasystem im Schweizer Fraueneishockey von Leistungsklasse A – C in Swiss Women’s Hockey League A – C umbenannt.
Den Titel gewann zum sechsten Mal in der Vereinsgeschichte die Frauenmannschaft des HC Lugano, die damit ihren Titel aus dem Vorjahr verteidigte.

## Modus
Der Spielmodus der SWHL A sieht eine Vorrunde (Phase 1) mit 10 Spielen pro Mannschaft sowie eine Masterround mit weiteren 10 Spielen je Mannschaft, unter Mitnahme der Hälfte der Punkte aus der Vorrunde, vor. Anschliessend spielen die Mannschaften auf den Plätzen 1 bis 4 Play-offs mit Halbfinale, Finale (beide im Modus Best-of-Five) und Spiel um Platz 3. Die Mannschaften auf Platz 5 und 6 ermitteln in einer Playout-Runde (Best-of-Five) den Teilnehmer an der Liga-Relegation zwischen SWHL A und B.

## Teilnehmer
| Team                    | Trainer            | Spielstätte                          |
| ----------------------- | ------------------ | ------------------------------------ |
| HC Lugano               | Marzio Brambilla   | Resega, Lugano                       |
| SC Weinfelden           | Daniel Zbinden     | Güttingersreuti, Weinfelden          |
| SC Reinach              | Philipp Steiner    | Eishalle Oberwynental, Reinach       |
| EV Bomo Thun            | Lolita Andrisevska | Kunsteisbahn Grabengut, Thun         |
| HC Université Neuchâtel | Yan Gigon          | Patinoires du Littoral, Neuenburg    |
| ZSC Lions Frauen        | Daniela Diaz       | Kunsteisbahn Oerlikon (KEBO), Zürich |

## Qualifikation

### Phase 1
Abkürzungen:S = Siege, OTS= Sieg nach Verlängerung oder Penaltyschiessen, OTN= Niederlage nach Verlängerung oder Penaltyschiessen, N = Niederlagen
| Rang | Verein                  | Spiele | S | OTS | OTN | N | Tore  | Punkte |
| ---- | ----------------------- | ------ | - | --- | --- | - | ----- | ------ |
| 1.   | HC Lugano               | 10     | 9 | 0   | 0   | 1 | 75:19 | 27     |
| 2.   | ZSC Lions Frauen        | 10     | 9 | 0   | 0   | 1 | 55:18 | 27     |
| 3.   | HC Université Neuchâtel | 10     | 3 | 1   | 1   | 5 | 44:35 | 12     |
| 4.   | EV Bomo Thun            | 10     | 3 | 1   | 0   | 6 | 22:55 | 11     |
| 5.   | SC Reinach              | 10     | 3 | 0   | 1   | 6 | 25:52 | 10     |
| 6.   | SC Weinfelden           | 10     | 1 | 0   | 0   | 9 | 14:56 | 3      |

### Masterround
| Rang | Verein                  | Spiele | S | OTS | OTN | N | Tore  | Punkte |
| ---- | ----------------------- | ------ | - | --- | --- | - | ----- | ------ |
| 1.   | ZSC Lions               | 10     | 8 | 0   | 2   | 0 | 57:26 | 40     |
| 2.   | HC Lugano               | 10     | 8 | 1   | 0   | 1 | 59:29 | 40     |
| 3.   | SC Reinach              | 10     | 5 | 0   | 0   | 5 | 35:34 | 20     |
| 4.   | EV Bomo                 | 10     | 3 | 1   | 1   | 5 | 21:40 | 18     |
| 5.   | HC Université Neuchâtel | 10     | 3 | 0   | 0   | 7 | 25:41 | 15     |
| 6.   | SC Weinfelden           | 10     | 0 | 1   | 0   | 9 | 18:45 | 4      |

### Beste Scorer
Quelle: sihf.ch; Abkürzungen: Sp = Spiele, T = Tore, V = Assists, Pkt = Punkte, SM = Strafminuten; Fett: Turnierbestwert
| Spieler           | Mannschaft              | Sp | T  | A  | Pkt | SM |
| ----------------- | ----------------------- | -- | -- | -- | --- | -- |
| Isabel Ménard     | ZSC Lions               | 20 | 19 | 32 | 51  | 18 |
| Evelina Raselli   | HC Lugano               | 20 | 27 | 19 | 46  | 28 |
| Nicole Gifford    | HC Lugano               | 20 | 13 | 28 | 41  | 6  |
| Angela Taylor     | ZSC Lions               | 18 | 15 | 22 | 37  | 44 |
| Anja Stiefel      | HC Lugano               | 18 | 21 | 15 | 36  | 0  |
| Christine Hüni    | ZSC Lions               | 18 | 21 | 12 | 33  | 10 |
| Simona Studentová | HC Université Neuchâtel | 19 | 22 | 7  | 29  | 20 |
| Alyssa Wohlfeiler | HC Lugano               | 18 | 13 | 16 | 29  | 32 |
| Bettina Meyer     | HC Lugano               | 18 | 8  | 18 | 26  | 42 |
| Sara Benz         | ZSC Lions               | 9  | 18 | 6  | 24  | 12 |
| Romy Eggimann     | HC Lugano               | 15 | 15 | 9  | 24  | 6  |

## Play-offs
|  | Halbfinale | Halbfinale       | Halbfinale |                  |  | Finale | Finale           | Finale |
|  |            |                  |            |                  |  |        |                  |        |
|  |            |                  |            |                  |  |        |                  |        |
|  | 2.         | HC Lugano        | 3          |                  |  |        |                  |        |
|  | 4.         | EV Bomo Thun     | 0          |                  |  | 2.     | HC Lugano        | 3      |
|  |            |                  |            |                  |  | 2.     | ZSC Lions Frauen | 2      |
|  |            |                  |            |                  |  |        |                  |        |
|  |            |                  |            | Spiel um Platz 3 |  |        |                  |        |
|  | 1.         | ZSC Lions Frauen | 3          |                  |  |        |                  |        |
|  | 3.         | SC Reinach       | 0          |                  |  | 3.     | SC Reinach       | 4      |
|  |            |                  |            |                  |  | 4.     | EV Bomo Thun     | 1      |
|  |            |                  |            |                  |  |        |                  |        |

### Finalserie
| 7. März 2015 18:00 Uhr | Ladies Team Lugano Nicole Gifford (6:27) Evelina Raselli (25:23) Anja Stiefel (42:21) | 3:4 n. V. (1:0, 1:2, 1:1, 0:1) Spielbericht | ZSC Lions Frauen Christine Hüni (36:40) Brittaney Maschmeyer (39:07) Isabel Ménard (51:20) Sabrina Zollinger (66:14) | Pista Resega, Porza Zuschauer: 95 |

| 8. März 2015 11:45 Uhr | ZSC Lions Frauen Angela Taylor (18:18) | 1:3 (1:1, 0:2, 0:0) Spielbericht | Ladies Team Lugano Romy Eggimann (1:56) Laura Desboeufs (20:30) Nicole Gifford (35:03) | Kunsteisbahn Oerlikon, Zürich Zuschauer: 205 |

| 14. März 2015 20:00 Uhr | Ladies Team Lugano Evelina Raselli (35:58) | 1:2 n. V. (0:1, 1:0, 0:0, 0:1) Spielbericht | ZSC Lions Frauen Christine Hüni (18:45) Laura Benz (63:41) | Pista Resega, Porza Zuschauer: 200 |

| 15. März 2015 15:45 Uhr | ZSC Lions Frauen Isabel Waidacher (14:46) Sabrina Zollinger (44:16) | 2:3 n. V. (1:2, 0:0, 1:0, 0:1) Spielbericht | Ladies Team Lugano Evelina Raselli (16:20) Anja Stiefel (19:23) Nicole Gifford (60:40) | Kunsteisbahn Oerlikon, Zürich Zuschauer: 222 |

| 21. März 2015 15:00 Uhr | Ladies Team Lugano Evelina Raselli (5:45) Romy Eggimann (24:39) Alyssa Wohlfeiler (39:30) Alyssa Wohlfeiler (55:48) | 4:1 (1:1, 2:0, 1:0) Spielbericht Stand: 3:2 | ZSC Lions Frauen Brittaney Maschmeyer (10:06) | Pista Resega, Porza Zuschauer: 755 |

### Kader des Schweizer Meisters
| Schweizer Meister Ladies Team Lugano | Torhüter: Sophie Anthamatten, Luana Jam, Sasha Ronchi Abwehr: Celine Abgottspon, Jordan Brickner, Nicole Bullo, Nathalie Buser, Nicla Gianettoni, Stefanie Steiner Angriff: Claudia Cantamessi, Laura Desboeufs, Romy Eggimann, Nicole Gifford, Petra Melicheríková, Bettina Meyer, Evelina Raselli, Anja Stiefel, Alyssa Wohlfeiler Trainerstab: Marzio Brambilla, Iris Müller |

### Auszeichnungen
Most Valuable Player
- Celine Abgottspon (HC Lugano)
- Livia Altmann (ZSC Lions)[4]

Woman of the Year 2014/15
- Julia Marty (SC Reinach)[5]

### Beste Scorer
Quelle: sihf.ch
| Spieler           | Mannschaft   | Sp | T | A  | Pkt | SM |
| ----------------- | ------------ | -- | - | -- | --- | -- |
| Angela Taylor     | ZSC Lions    | 8  | 2 | 14 | 16  | 16 |
| Isabel Ménard     | ZSC Lions    | 8  | 9 | 3  | 12  | 8  |
| Alyssa Wohlfeiler | HC Lugano    | 8  | 7 | 3  | 10  | 12 |
| Romy Eggimann     | HC Lugano    | 8  | 4 | 5  | 9   | 8  |
| Evelina Raselli   | HC Lugano    | 7  | 5 | 3  | 8   | 4  |
| Nicole Gifford    | HC Lugano    | 7  | 3 | 5  | 8   | 6  |
| Carly Ralph       | EV Bomo Thun | 4  | 4 | 3  | 7   | 16 |
| Sabrina Zollinger | ZSC Lions    | 8  | 4 | 3  | 7   | 14 |
| Anja Stiefel      | HC Lugano    | 8  | 3 | 4  | 7   | 2  |
| Sara Benz         | ZSC Lions    | 3  | 2 | 4  | 6   | 0  |
| Katrin Nabholz    | ZSC Lions    | 8  | 2 | 4  | 6   | 0  |

## Play-outs
|  | Finale                  |   |
|  |                         |   |
|  |                         |   |
|  | HC Université Neuchâtel | 3 |
|  | SC Weinfelden           | 0 |

Die Best-of-Five-Serie begann am 14. Februar 2015 und endete bereits nach drei Spielen.
|                                         | Serie | 1   | 2   | 3   | 4 | 5 |
| --------------------------------------- | ----- | --- | --- | --- | - | - |
| HC Université Neuchâtel – SC Weinfelden | 3:0   | 5:2 | 3:0 | 3:2 | – | – |

Da der SWHL-B-Meister, der EHC Brandis aus finanziellen Gründen auf einen Aufstieg verzichtete, verblieb der SC Weinfelden in der SWHL A.